# شبکه تلویزیونی ترکمنلی
شبکه تلویزیونی ترکمنلی (به ترکی استانبولی: Türkmeneli TV) یک ایستگاه تلویزیونی در عراق که در سال ۲۰۰۴ میلادی با حمایت جبهه ترکمن‌های عراق در شهر کرکوک بنیان‌گذاری شده‌است. این شبکه، تنها شبکه تلویزیونی در عراق است که متعلق به ترکمن‌های عراق است و به زبان ترکی آذربایجانی و ترکی استانبولی برنامه‌هایی را به صورت متناوب پخش می‌کند. رئیس این شبکه سعادت‌الدین ارگچ رهبر جبهه ترکمن‌های عراق است. ترکیه، شبکه تلویزیونی ترکمنلی را پشتیبانی می‌کند. برنامه‌های این شبکه مخاطبان ترک را پوشش می‌دهد، برنامه‌های مختلفی در زمینه دین، اسلام، جامعه، موضوعات عام و خاص ترکمن‌ها و... پخش می‌شود.